# Andrzej Marian Bartczak
Andrzej Marian Bartczak (* 8. März 1945 in Kutno; † 9. Januar 2025) war ein polnischer Maler, Grafiker und Hochschullehrer, der in Łódź lebte und arbeitete.

## Lebenslauf
In den Jahren 1963 bis 1969 studierte Bartczak an der Staatlichen Hochschule für Bildende Künste in Łódź. Hier spezialisierte er sich auf den Stoffdruck. Er studierte an der Textilfakultät bei Janina Tworek-Pierzgalska und Hanna Orzechowska, Malerei bei Stanisław Roman Byrski und Stanisław Fijałkowski sowie Komposition bei Lech Kunka. 1969 erhielt er sein Diplom mit Auszeichnung; er wurde Mitglied im Verband der Polnischen Bildenden Künstler (ZPAP). Fijałkowski stellte ihn 1971 als sein Assistent an der Fakultät für Grafik im Atelier für Holzschnitttechnik ein. Nach der Promotion im Jahr 1975 lehrte Bartczak bis 1982 als Dozent, nach der Habilitation im Jahr 1982 war er dort als Assistenzprofessor bis zum Jahr 1992 tätig. Er wurde 1992 zum Titularprofessor ernannt; 1994 erhielt er den Titel eines ordentlichen Professors an der Fakultät für Grafik und Malerei der Łódźer Akademie.
Außerdem war Bartczak als Professor an der Philosophischen Fakultät der Universität für Geistes- und Wirtschaftswissenschaften in Łódź tätig. Er war Mitglied der Internationalen Vereinigung der Holzschneider XYLON mit Sitz in der Schweiz. In über hundert Einzelausstellungen in Europa und den USA und bei rund 400 Gemeinschaftsausstellungen weltweit wurden seine Werke gezeigt. Für sein künstlerisches Schaffen und seine Leistungen in der Lehre erhielt er zahlreiche Preise und Auszeichnungen (darunter drei Auszeichnungen des polnischen Ministeriums für Kultur und Kunst - 1977, 1985 und 1991). Im Jahr 2015 wurde ihm die Gloria-Artis-Goldmedaille für kulturelle Verdienste verliehen.
Seine Werke befinden sich in Museumsbeständen (wie der Warschauer Galeria Zachęta) und privaten Sammlungen im In- und Ausland.

## Werk
Bartczak arbeitete in den Themenfeldern Grafik, Malerei (Öl, Acryl, Aquarell, bei der auch Materialien wie Stoff, Holz und Porzellan verwendet werden), Zeichnung, Keramik und Textilien. Außerdem gestaltete er Kunstbücher und Objekte; er schaffte auch lyrische Werke. 
Motive, die in seinen Grafiken, Monotypien, Kunstbüchern, Stoffen, Objekten und theoretischen Überlegungen immer wieder auftauchen, sind biblische Stereotypen, Kreuzmotive, das schöpferische Prinzip des Universums, Brücken mit Straßen. Seine Werke scheinen den Ideen seiner Vorbilder und Lehrer Władysław Strzemiński und Stanisław Fijałkowski zu folgen. Seinen Werken wird auch eine Auseinandersetzung mit der Tradition der abstrakten Malerei eines Kasimir Malewitsch zugeschrieben. Auch Worte spielen eine wichtige Rolle – poetische Aussagen, Notizen, kalligraphische Elemente sind oft integraler Bestandteil des Werkes oder seiner Beschreibung. Bartczak wollte nach eigener Aussage die spirituelle und materielle Struktur der Welt durch seine Themen und Symbole - oft in Kombinationen künstlerischer Techniken - ausdrücken. Die Summe seiner künstlerischen Leistung ist eine Art Diskurs mit Tradition und Kultur.